# نیتیزینون
نیتیزینون (انگلیسی: Nitisinone) با نام تجاری اورفادین، دارویی است که جهت کند کردنِ اثرات سوء بیماری مادرزادی «تیروزینمی نوع یک» (در کنار محدودیت‌های تغذیه‌ای رایج) به‌کار می‌رود. از سال ۱۹۹۱ میلادی که این دارو بدین منظور مورد استفاده قرارگرفت، نیتیزینون جایگزین پیوند کبد به عنوان خطِ اولِ درمان شده‌است. این دارو همچنین برای درمان بیماری ادرار سیاه در دست بررسی است.

## مکانیسم اثر
مکانیسم اثر این دارو، مهار آنزیمی ۴-هیدروکسی‌فنیل‌پیرووات دی‌اکسیژناز (HPPD) است. این عمل در بیماران مبتلا به تیروزینمی نوع یک، منجر به جلوگیری از ساختِ «مالئیل‌استواستیک اسید» و «فوماریل‌استو استیک اسید» می‌گردد. این دو ماده پیش‌ساز سوکسینیل‌استون هستند که خاصیت سمی برای کبد و کلیه انسان دارد.
استفاده از نیتیزینون در مبتلایان به بیماری ادرار سیاه (آلکاپتونوری) موجب کاهش شدید سطح «هموجنتیسیک دی‌اکسیداز» (HGD) می‌گردد.

## عوارض جانبی
نفخ شکمی، تیرگی ادرار، شکم‌درد، احساس ضعف و خستگی، سردرد، مدفوع روشن، بی‌اشتهایی، کاهش وزن و زردی پوست و چشم‌ها، برخی از عوارض جانبی این دارو هستند.

## تاریخچه
نیتیزینون در اصل با هدفِ تولیدِ دسته‌ای از علف‌کش‌ها به نام «بازدارنده‌های ۴-هیدروکسی‌فنیل‌پیرووات دی‌اکسیژناز» ساخته شد و متعلق به خانوادهٔ «بنزوئیل‌سیکلوهگزان-۱و۳-دیون» است که از گونه‌ای فیتوتوکسین طبیعی در نوعی گیاهِ شیشه‌شور استرالیایی به نام «کالیستمون سیترینوس» به‌دست می‌آید. آنزیم ۴-هیدروکسی‌فنیل‌پیرووات دی‌اکسیژناز برای کاتابولیسم تیروزین در گیاهان و جانوران ضروری است. در گیاهان، این فرایند منجر به تخریب سبزینه و مرگ آنان می‌شود. در مطالعات سم‌شناسی، معلوم شد که نیتیزینون در موش‌های صحرایی و انسان اثرات عملکردی دارد.